# Аденоматозный полип
Аденомато́зные поли́пы, или аденомы, — это истинные неоплазии, растущие на поверхности толстой кишки и сопряжённые с высокой степенью риска развития рака. Аденоматозные полипы считаются предраковыми, вполне вероятно их развитие в рак толстой кишки. Другие типы полипов, которые могут появиться в толстой кишке, — это гиперпластические, по своему морфологическому строению неоплазиями не являющиеся. Риск перерождения их в рак толстой кишки маловероятен.
Аденомы составляют около 10 % всех полипов. Большинство полипов (прибл. 90 %) — небольшие, обычно менее 1 см в диаметре; вероятность их злокачественного перерождения низкая. Оставшиеся 10 % аденом размером более 2 см, вероятность содержания инвазивного рака приближается к 10 %.
Существует четыре типа аденоматозных полипов:
Зубчатые аденомы, тубулярные, тубулярно-ворсинчатые, ворсинчатые.
Тубуляные аденомы -
- — наиболее распространённые из класса аденоматозных полипов; их можно обнаружить в любом месте толстой кишки. По сравнению с остальными двумя типами полипов толстой кишки вероятность их развития в рак наименьшая;

Риск прогрессирования в рак толстой кишки увеличивается, если размер полипа более 2 см и он содержит большой процент ворсинчатого компонента. Кроме того, с риском развития в рак связана и форма полипов. Так, полипы на ножке, как правило, меньше по размеру, чем полипы на широком основании. У последних более короткий путь для миграции инвазивных клеток из опухоли в подслизистую и более отдалённые структуры; их также очень трудно выявить и удалить. Если размер полипов на широком основании более 2 см, то они в большинстве своём уже содержаворсинчатые элементы, обладают более высоким злокачественным потенциалом и тенденцией к рецидивам (повторному образованию) после колоноскопической полипэктомии (хирургического удаления полипов).
Хотя трубчааденоматозные полипы не так опасны, как ворсинчатые и трубчато-ворсинчатые аденомы, тем не менее они могут стать раковыми, когда становятся большими. У более крупных трубчатых аденоматозных полипов повышенный риск злокачественного перерождения, так как они образуют больше ворсинчатых компонентов и могут становиться полипами на широком основании.
Считается, что если у родителей был выявлен аденоматозный полип, то вероятность развития рака толстой кишки у детей на 50 % больше, чем у лиц, родители которых не имели соответствующего диагноза. В то же время никакого метода, позволяющего определять риск появления опухолей у пациентов с семейной историей полипов толстой кишки, не существует. В целом же примерно 6 % населения, независимо от истории диагноза в их семьях, относятся к группе риска развития рака толстой кишки.
Обследование населения с целью выявления полипов толстой кишки, а также предупреждения их роста является важной составляющей в сфере управления состоянием здоровья нации. Американским обществом по борьбе с раком разработан ряд рекомендаций для соответствующих программ массового обследования с целью предупреждения роста аденоматозных полипов и сведения к минимуму вероятности развития рака толстой кишки. Есть мнение, что некоторые изменения в диете могут оказать пользу в предотвращении появления полипов, но никакого другого способа предупредить развитие полипов в раковую опухоль, кроме как обнаруживая и удаляя их во время медицинского обследования, не существует.
Согласно рекомендациям Американского общества по борьбе с раком, лицам в возрасте от 40 лет необходимо каждый год сдавать тест на скрытое кровотечение. Полипы толстой кишки во время своего роста способны вызвать кровотечение в кишечник, что может быть выявлено при помощи данного теста. Кроме того, лицам в возрасте от 50 лет рекомендуется один раз в 3-5 лет проходить процедуру ректороманоскопии с использованием гибкого инструмента (англ. flexible sigmoidoscopy) для выявления любых аномальных наростов, которые могут оказаться аденоматозным полипом. Если во время этой процедуры обнаружены аденоматозные полипы, то наиболее вероятно, что пациенту придется пройти и процедуру колоноскопии. Колоноскопия рекомендуется многими врачами как важная часть обследования с целью раннего выявления рака толстой кишки, поскольку данная процедура даёт точную картину полости кишечника, а также позволяет удалить полип в случае его обнаружения. В качестве способов удаления выявленного во время колоноскопии аденоматозного полипа могут быть использованы петля или прижигание. Колоноскопию рекомендуется проводить каждые 10 лет лицам в возрасте от 50 лет, у которых не были ранее обнаружены полипы толстой кишки или рак. Колоноскопия предпочтительнее ректороманоскопии по той причине, что первая позволяет обследовать всю полость толстой кишки — очень важный аспект, учитывая, что более половины полипов толстой кишки проявляют себя в верхней части толстой кишки, недоступной для ректороманоскопии.
Как показывает статистика, программы медицинского обследования населения являются эффективным средством сокращения смертности от рака толстой кишки, обусловленного ростом аденоматозных полипов. Хотя данный вид исследований безопасен почти на 100 %, его применение до сих пор вызывает дискуссии из-за возможных осложнений. Большинство специалистов, однако, согласны с тем, что преимущества, которые даёт своевременное обследование толстой кишки, превышают возможные риски. Риск осложнений после прохождения процедуры колоноскопии в два раза меньше риска развития рака толстой кишки. Существует также небольшая вероятность рецидива, по причине которой рекомендуется дальнейшее наблюдение после удаления полипа.